# Павел (Мандованис)
Митрополи́т Па́вел (греч. Μητροπολίτης Παύλος, в миру Панайо́тис Мандова́нис, греч. Παναγιώτης Μαντοβάνης; 21 ноября 1945, Ларнака, Кипр — 1 октября 2011, Никосия, Кипр) — архиерей Кипрской православной церкви, митрополит Киринийский, ипертим и экзарх Лапифский и Каравский.

## Биография
Родился 21 ноября 1945 года в городе Ларнака на Кипре. После окончания английской школы в Никосии поступил во Всекипрскую гимназию.
С 1968 по 1972 годы учился на богословском факультете Афинского университета по окончании которого вернулся на Кипр, где трудился в качестве проповедника-мирянина и катехизатора Кипрской архиепископии. Одновременно преподавал в духовной семинарии апостола Варнава, а затем в английской школе Никосии.
В 1977 году на конкурсной основе получил стипендию Фонда государственных стипендий Греции и в течение трех лет стажировался по истории и богословию в Оксфордском университете.
14 сентября 1980 году хорепископом Саламинским Варнавой (Солому) был рукоположён в сан диакона, а 4 ноября 1981 года архиепископом Кипрским Хризостомом I рукоположён в сан иерея с возведением в архимандриты после чего назначен настоятелем храма апостола Варнавы в Дасуполе.
В 1985 году защитил в Оксфордском университете диссертацию на соискании степени доктора философии на тему «Евхаристическое богословие Николая Кавасилы».
23 октября 1988 года был избран настоятелем Монастыря Махера, а 23 ноября 1993 года назначен протосинкеллом Киринийской митрополии.
5 апреля 1994 года тайным голосованием был избран митрополитом Киринийским, а 10 апреля того же года хиротонисан во епископа в церкви Благовещения Пресвятой Богородицы в Паллуриотиссе.
С января 1996 по сентябрь 1998 года временно управлял Морфской митрополией.
С начала августа 2011 года находился в отделении интенсивной терапии в одной из частных клиник.
Скончался с 1 на 2 октября в Никосии после продолжительной болезни. Был похоронен 3 сентября, в семейном склепе в Ларнаке.